# 历代诗话
《歷代詩話》是乾隆年間嘉善人何文煥收集的歷朝詩話二十七種。何文焕另有《歷代詩話考索》附於書後。丁福保又编《历代诗话续编》。
1. 鍾嶸《詩品》
2. 釋皎然《詩式》
3. 司空圖《二十四詩品》
4. 尤袤《全唐詩話》
5. 歐陽修《六一詩話》
6. 司馬光《續詩話》
7. 劉攽《中山詩話》
8. 陳師道《後山詩話》
9. 魏泰《臨漢隱居詩話》
10. 周紫芝《竹陂詩話》
11. 呂本中《紫薇詩話》
12. 許顗《彥周詩話》
13. 葉少蘊《石林詩話》
14. 強幼安《唐子西文錄》
15. 張表臣《珊瑚鈎詩話》
16. 葛立方《韻語陽秋》
17. 周必大《二老堂詩話》
18. 姜夔《白石詩說》
19. 嚴羽《滄浪詩話》
20. 蔣正子《山房隨筆》
21. 楊載《詩法家數》
22. 范梈《木天禁語》
23. 范梈《詩學禁臠》
24. 徐禎卿《談藝錄》
25. 王世懋《藝圃擷餘》
26. 朱承爵《存餘堂詩話》
27. 顧元慶《夷白齋詩話》